# Силовая турбина
Силовая турбина (СТ) — соединенная с коленчатым валом двигателя газовая турбина. В турбокомпаундном двигателе внутреннего сгорания ТКД мощность создается не только в цилиндрах ДВС, но и в силовой турбине.
Механическая связь силовой газовой турбины может осуществляться посредством ременной передачи, гидропередачи, с помощью электрических машин.
Схемы применения силовой турбины в турбокомпаундных двигателях:
1. — последовательное соединение (СТ) за турбиной турбокомпрессора (ТКР)
2. — последовательное соединение (СТ) перед турбиной турбокомпрессора (ТКР)
3. — турбина ТКР является одновременно и силовой турбиной
4. — параллельное соединение силовой турбины и турбины ТКР
5. — ДВС с предварением выпуска (а) или с продувочным клапаном (б)
6. — ДВС без наддува с силовой турбиной
7. — дифференциальный наддув
8. — газовый ДВС

На параметры работы дизельного двигателя оказывает большое влияние выбор типоразмера силовой турбины. С увеличением типоразмера снижается частота вращения ротора силовой турбины, увеличивается максимальный КПД силовой турбины и улучшается топливная экономичность силовой установки в целом.
Применение силовой турбины (турбокомпаундирование) позволяет более полно использовать энергию отработавших газов, повысить показатели прочности, надежности и долговечности цилиндро-поршневой группы, а также снизить удельный эффективный расход топлива.